# Stefan Schmid (musicus)
Stefan Schmid (München, 26 oktober 1967) is een Duitse pianist, componist en laptoptovenaar.
Eind jaren 1980 komt hij naar Nederland waar hij een jazzopleiding volgt aan het Hilversums Conservatorium. Schmid speelt in New Cool Collective, Martinez Move en neemt in 1998 een nummer op met Stefan Kruger en Lilian Vieira voor het eclectische jazzensemble Sfeq. De 'magic vibe' die ontstond tijdens hun samenwerking resulteert in een plaat: 'Outro Lado' (uitgebracht bij het Belgische label Crammed disc) en een band: Zuco 103 (1999). De plaat wordt wereldwijd uitgebracht en sindsdien toert het trio met band in de hele wereld.

## Referentie
- - Interview met Stefan Schmid

- Bibsys: 9076029
- Bibliothèque nationale de France: cb161476757 (data)
- Gemeinsame Normdatei: 129734446
- International Standard Name Identifier: 0000 0001 1873 3745
- Library of Congress Control Number: n2011030617
- Nationale Bibliotheek van Tsjechië: vse2016923983
- Nationale Bibliotheek van Israël: 987007342154305171
- Système universitaire de documentation: 074529129
- Virtual International Authority File: 57700025
- WorldCat: E39PBJw93GdCYpkTxdrpj7HcT3